# كولن بست
كولن بست (بالإنجليزية: Colin Best)‏ هو لاعب دوري الرغبي أسترالي، ولد في 22 نوفمبر 1978 في سيدني في أستراليا.